# Strategikon des Maurikios
Das Strategikon des Maurikios ist ein spätantikes Militärhandbuch in griechischer Sprache (strategikon), das gemeinhin dem oströmischen Kaiser Maurikios (reg. 582 bis 602) zugeschrieben wird, der ein hochrangiger Truppenführer war, bevor er den Thron bestieg.

## Ursprung und Datierung
Die exakte Zeit und der Hintergrund der Entstehung des Traktats sind in der Forschung umstritten. Im Allgemeinen wird davon ausgegangen, dass es vor dem Jahr 630 (da die Sassaniden noch als wichtige Feinde Ostroms geschildert werden) und nach 570 (da die Türken erwähnt werden) geschrieben wurde. Wenngleich das Werk auf Griechisch verfasst ist, geht es noch davon aus, dass die Kommandosprache der kaiserlichen Armee Latein sei, wie es bis Herakleios (reg. 610 bis 641) üblich war. Debattiert wird in der Forschung auch die Identität des Autors, den einige Historiker Pseudo-Maurikios nennen: Möglicherweise hat Maurikios das Werk nur angeregt, während sein Bruder Petros oder sein Schwager Philippikos der Verfasser war. In mehreren Handschriften wird Maurikios als Verfasser genannt, im besten Manuskript (Handschrift M) wird hingegen ein gewisser Urbicius als Autor geführt; vermutlich stammt das heute vorliegende Werk von mehreren Verfassern, die den Text nacheinander erweiterten. Unklar ist, ob das Strategikon auf den ab 592 während der Balkanfeldzüge des Maurikios gesammelten Erfahrungen basiert oder ob es von den verantwortlichen oströmischen Feldherren zu diesem Zeitpunkt bereits umgesetzt wurde.

## Inhalt
Während die meisten spätrömischen Militärtraktate literarisch überformt waren und sich oft in Abschweifungen verloren, stellt das Strategikon tatsächlich eine praktische Anleitung dar, recht „bescheiden und einfach“, wie es dem Sinne nach in der Einleitung heißt; für diejenigen, „die sich den Aufgaben des Generals (Strategos) widmen“. Ziel des Strategikon war vielleicht die Kodifizierung der von Maurikios geplanten Militärreformen. Diese teils von Maurikios’ Nach-Nachfolger Herakleios (oder erst später) umgesetzten Reformen hatten bis weit in das 11. Jahrhundert hinein Bestand.
Der Text besteht aus 12 Kapiteln bzw. Büchern. Bis auf das 11. Buch befassen sich alle mit Organisation, Ausbildung sowie Zusammenwirken von Fußtruppen und berittenen Truppen, bis hin zu einzelnen Flaggensignalen und Trompetensignalen. Des Weiteren umfasst das Strategikon Anregungen und Pläne zur Aufstellung von Einheiten aus Wehrpflichtigen, die die Söldnerheere ersetzen sollen. Bemerkenswert ist das 11. Buch mit seinen Beschreibungen der typischen Kampfweise der Feinde des oströmischen Reiches um 600: Perser, Franken, Langobarden, Awaren, Türken und Slawen. Diese Ausführungen sind auch unter ethnologischen und ethnografischen Gesichtspunkten interessant. Zudem ist das Strategikon einer der frühesten abendländischen Texte (wenn nicht überhaupt der erste), in denen Steigbügel erwähnt werden (Buch 1). Das Strategikon stellt in weiten Teilen auch die Quellen des spätantik-frühbyzantinischen Wehrdisziplinarrechtes dar, da es eine Liste militärischer Dienstvergehen und die hierzu angemessenen Disziplinarmaßnahmen aufzählt.

## Rezeption
Das Strategikon des Maurikios gilt unter Militärhistorikern als die erste und bis zum Zweiten Weltkrieg einzige ausgeklügelte Theorie des Gefechtes der verbundenen Waffen, jedoch nicht auf Brigadeebene, sondern Bataillonsebene (griechisch: Tagma). Es zeugt daneben auch vom großen Einfluss des Lateinischen auf die oströmisch-byzantinische Terminologie des Kriegswesens und belegt nebenbei, dass um 600 Latein noch immer die Kommandosprache der kaiserlichen Armee war (dies änderte sich erst unter Herakleios).

### Ausgaben
- Maurice’s Strategikon. Handbook of Byzantine Military Strategy. Übersetzt von George T. Dennis. University of Pennsylvania Press, Philadelphia, PA 1984, ISBN 0-8122-7899-2 (Nachdruck. ebenda 2001, ISBN 0-8122-1772-1).
- Das Strategikon des Maurikios. = Mauricii Strategicon (= Corpus Fontium Historiae Byzantinae. Series Vindobonensis. Band 17). Einführung, Edition und Indices von George T. Dennis. Übersetzt von Ernst Gamillscheg. Verlag der Akademie der Wissenschaften, Wien 1981, ISBN 3-7001-0403-0.

### Sekundärliteratur
- Eric McGeer: Strategikon of Maurice. In: The Oxford Dictionary of Byzantium. Oxford University Press, New York NY u. a. 1991, ISBN 0-19-504652-8.
- Johannes Preiser-Kapeller: Das Strategikon des Maurikios. Ein byzantinisches Militärhandbuch des 6. Jahrhunderts. In: Karfunkel-Combat. Band 5, 2009, S. 36–39 ISSN 0944-2677 (knappe Überblicksdarstellung mit ausführlichen weiteren Literaturangaben).
- Philip Rance: The „Fulcum“, the Late Roman and Byzantine „Testudo“: the Germanization of Roman Infantry Tactics? In: Greek, Roman, and Byzantine Studies. Band 44, Nr. 3, 2004, ISSN 0884-7304, S. 265–326, online (PDF; 214 kB).
- Philip R. Rance: The Roman Art of War in Late Antiquity. The Strategikon of the Emperor Maurice (= Birmingham Byzantine and Ottoman Studies). A Translation with Introduction and Commentary. Ashgate Variorum, Farnham 2011, ISBN 978-0-7546-0810-3 (grundlegende Arbeit mit englischer Übersetzung der Quelle).